# Isachne buettneri
Isachne buettneri är en gräsart som beskrevs av Eduard Hackel. Isachne buettneri ingår i släktet Isachne och familjen gräs. Inga underarter finns listade i Catalogue of Life.